# Fundación Suñol
La Fundación Suñol (en catalán Fundació Suñol) es una entidad privada sin ánimo de lucro, ubicada en la Calle Mejía Lequerica, 14 en Barcelona, que muestra al público la colección de arte contemporáneo propiedad de Josep Suñol y, al mismo tiempo, impulsa un proyecto para favorecer la difusión y la producción artística de vanguardia. La fundación gestiona una colección privada de arte contemporáneo de las más importantes de España, con más de 1200 obras.

## Objetivos
La sede está en el Distrito de Les Corts de Barcelona, en la calle Mejía Lequerica 14, donde dispone de un amplio espacio de exposiciones, biblioteca-centro de documentación, espacio para presentaciones y la reserva de la Colección. Entre 2007 y 2019 la sede de la fundación se encontraba en el inmueble del número 98 del Paseo de Gracia de Barcelona, que fue reformado a partir de 1997. En este inmueble, edificado por el propio bisabuelo de Josep Ildefons Suñol en 1899, nació el coleccionista. Durante las obras de remodelación se anexó un segundo espacio, el Nivell Zero, que servía para diferentes actividades complementarias a las propias exposiciones de arte, y que marcó el punto de inicio de la vinculación de la Fundación con la contemporaneidad de una forma más estrecha.

## Colección Josep Suñol
La Fundación Suñol abrió al público la Colección de Josep Suñol en mayo del 2007, con una muestra titulada 1915-1995, que incluía las obras más emblemáticas de los fondos de la colección. Esa primera parte planteaba en su presentación unas segmentaciones de contenidos no cronológicos, sino representativos de una itinerancia por las vanguardias de siglo XX.
La segunda parte de la colección, titulada 1970-2001, contiene algunas obras de arte conceptual, minimalista y arte povera. 1970-2001 se centra principalmente en los años 80 y 90. Estas décadas se caracterizaron por la irrupción en la escena del arte, de unos movimientos llamados transavanguardia italiana, neoexpresionismo alemán, y la nueva escultura británica. Esta nueva concepción del arte se extendió rápidamente por todas las geografías, incluida la española. Lo que unió a estas nuevas generaciones de artistas fue que en todas ellas se cuestionaba la validez de las vanguardias históricas, a partir de una cierta percepción de debilitamiento en el progreso del arte, de crisis del sujeto y del movimiento moderno. Quizás el hecho más importante fue el volver a potenciar el sentido interpretativo de la obra de arte a través de una relectura de la historia, entendida como un acontecimiento del pasado, pero también del presente.
Para ello, el modelo a seguir fue la utilización del dibujo y la pintura, como fórmula de mostrar la realidad que nos envuelve, a través de imágenes más emocionales y expresivas de lo que nos es más próximo. El objeto -la palabra escultura prácticamente desaparece- se instala en un espacio no jerárquico, no totémico. El volumen ya no se inventa, son los objetos que existen en nuestro entorno los que, a modo de collage, nos acercan a un mundo más reconocible. La fotografía y las nuevas tecnologías entran a formar parte del cajón de herramientas que amplía el campo de comunicación, facilitando la inmediatez de la noticia.
La colección Josep Suñol incluye obras de Andy Warhol, Picasso, Joan Miró, Salvador Dalí, Antoni Tàpies, Man Ray, Pablo Gargallo, Alberto Giacometti, Luis Gordillo, Susana Solano, Eva Lootz, Jaume Plensa, entre otros.

## Nueva figuración madrileña
La Fundación Suñol presentó la Figuración madrileña de los 70, que recorre la trayectoria artística y vital de un grupo de artistas que, en medio de un escenario internacional marcado por tendencias rupturistas, iniciaron un retorno a la pintura figurativa. Carlos Alcolea, Chema Cobo, Carlos Franco, Luis Gordillo, Sigfrido Martín Begué, Herminio Molero, Guillermo Pérez Villalta, Luis Pérez Mínguez, Rafael Pérez Mínguez, Manolo Quejido y Javier Utray son los protagonistas de esta muestra que aborda el complejo entorno cultural y social del Madrid de finales del franquismo y primeros años de democracia. La presentación de la exposición en la Fundación Suñol permitió ampliar su alcance geográfico a otros públicos y territorios, que tendrán la oportunidad de conocer en profundidad lo que aquel momento significó, tanto desde el punto de vista social como artístico.